# Daiane Moretti
Daiane Moretti (Curitiba, 13 de março de 1988) é uma futebolista brasileira que atua como atacante. Defendeu a Seleção Brasileira por mais de 7 anos e passou por grandes times como Santos, Athletico Paranaense, Bahia, Coritiba FC, dentre outros. 
Atualmente, defende a equipe Paraibana VF4 Futebol Clube.

## Carreira
Começou a carreira jogando pelo clube São José, na região metropolitana de Curitiba, onde foi destaque e artilheira nas competições do clube, conquistando o bicampeonato estadual pela equipe em 2005 e 2006. E após se destacar no São José FC, acertou sua transferência para o Novo Mundo FC.
Rapidamente Daiane conquistou seu espaço no cenário do futebol feminino e teve sua primeira passagem pela Seleção Brasileira Sub-20, conquistando o Sul-Americano sub-20 de 2008.
Na Seleção Brasileira principal, foi convocada pela primeira vez em 2009, onde participou de campeonatos e conquistou o títulos como Campeã Sul-Americana e Bi Campeã na Copa Cidade São Paulo. Daiane Moretti defendeu a Seleção Brasileira de Futebol Feminino por longos 7 anos, fazendo gols históricos e memoráveis e sendo peça importante para o elenco. 
Logo que chegou ao clube Foz Cataratas , fez história em um ano marcado por muitas vitórias da equipe feminina e destacou em todas as competições sendo peça-chave para a equipe. 
Na Copa do Brasil, na Copa Libertadores e no Tri-campeonato Paranaense, Daiane marcou gols bonitos e importantes para a equipe.
Após longa passagem e muitos títulos a jogadora acertou sua saída e foi contratada pelo time Paulista Centro Olímpico em 2014, jogando e compondo uma equipe com grandes nomes do cenário Nacional e sendo referência dentro de campo. 
Em 2015 foi contratada pela equipe do Kindermann, onde conquistou o Campeonato Brasileiro, sendo destaque da competição e Vice Artilheira. Construindo uma carreira de sucesso e atraindo olhares de grandes times, Moretti, como é conhecida, fechou com o Santos Futebol Clube para defender o forte time Paulista por toda Temporada de 2016. Onde conquistou o Vice Campeonato Paulista, ao lado de grandes jogadoras.
No Internacional, já em 2018, ela começou fazer história pelo clube sendo uma das artilheiras da equipe com a marca impressionante de 22 jogos e 22 gols. Conquistando o coração da torcida e colecionando gols ela permaneceu até o final de 2019. Quando aceitou a proposta do Athetico Paranaense e voltou para sua terra natal para defender o furacão. 
Após uma temporada incrível no Sul, Moretti passou por times renomados entre 2020 e 2022 como Bahia FC, ABC União e Real Ariquemes. Obtendo o acesso para a elite do Futebol Feminino Brasileiro, e garantindo a vaga para a Série A1 do Campeonato Brasileiro.
Em 2022 Daiane Moretti assinou com o mais novo e surpreendente time brasileiro de Futebol Feminino o VF4 Futebol Clube. E em menos de 3 anos fizeram histórias juntas, sendo Campeãs Paraibanas, chegando às semi-finais do Campeonato Brasileiro A3 feminino e garantindo a Classificação para a Série A2 , onde disputarão vaga para a elite do futebol feminino em 2024.
Em 2023, Moretti ainda disputou o Campeonato Mato-grossense, pela equipe do Ação FC onde foi vice-campeã da competição, deixando um gol de falta memorável e quase do meio do campo na disputa final. 
Ainda em 2023 Daiane foi Vice-Campeã Paranaense, defendendo a camisa do Coritiba FC. A atleta vestiu a camisa 10, a faixa de capitã e puxou a responsabilidade até o fim de todos os jogos. A final aconteceu contra o time do Athletico Paranaense, no Estádio onde Daiane Moretti iniciou sua carreira.
Por fim, em 2023, ela também ergueu o troféu de Campeã Paulista de Futebol 7 defendendo um dos maiores times do Pais, o Sport Clube Corinthians. Onde foi destaque da competição e deixou sua marca com direito a gols de cavadinha, letra e diversas assistências no decorrer do campeonato. 
Em 2024 Daiane renovou com o forte time Paraibano VF4 Futebol Clube e se conseguirem classificação para a Série A1 será um marco histórico para um time de Futebol Feminino com apenas 3 anos de existência. 

## Títulos

### Futebol
São José
- Campeonato Paranaense: 2005 e 2006

Foz Cataratas
- Campeonato Paranaense: 2008, 2010, 2011, 2012 e 2013

Seleção Brasileira
- Sul-Americano sub-20: 2008
- Mundial slecao sub 20
- Campeonato Sul-Americano: 2010
- Torneio Internacional de Futebol Feminino: 2010

### Futsal
- Campeonato Paranaense: 2005

Seleção Paranaense
- Campeonato Brasileiro de Seleções: 2005

## Prêmios individuais

### Futebol
- Destaque do Campeonato Metropolitano: 2004
- Troféu melhor do ano: 2004
- Destaque do ano: 2006

### Futsal
- Melhor atleta do ano: 2006
- Destaque do ano: 2006

### Artilharias
- Campeonato Metropolitano: 2004
- Campeonato Paranaense: 2004, 2005, 2006, 2007, 2008 e 2010
- Vice-artilheira da Copa Libertadores: 2012 (11 gols)

Seleção brasileira
- Sul-Americana sub-20:  2008 (4 gols)
- Copa do Mundo de Futebol Feminino Sub-20: Copa do Mundo de Futebol Feminino Sub-20 de 2008 (3 gols)

## Campanhas de destaque
São José
- Vice-campeã do Campeonato Metropolitano: 2004
- Vice-campeã do Campeonato Paranaense: 2004
- Vice-campeã Copa Sul-brasileira: 2005

Foz Cataratas
- Vice-campeã do Campeonato Paranaense: 2007
- Vice-campeã da Copa do Brasil: 2010
- Vice-campeã do Torneio Internacional de Clubes: 2011
- Vice-campeã da Copa Libertadores: 2012
- 3ª colocada do Campeonato Brasileiro: 2013